# UFC 79
UFC 79: Nemesis foi um evento de artes marciais mistas promovido pelo Ultimate Fighting Championship, ocorrido em 29 de dezembro de 2007 no Mandalay Bay Events Center em Paradise, Nevada. O confronto principais foi entre Georges St. Pierre e Matt Hughes, esta valendo o Cinturão Meio-Médio Interino do UFC (já que o campeão Matt Serra se contundiu).

## Resultados
Nota 1 Pelo Cinturão Meio-Médio Interino do UFC.

## Bônus da Noite
- Luta da Noite:  Chuck Lidell vs.  Wanderlei Silva
- Nocaute da Noite:  Eddie Sanchez
- Finalização da Noite:  Georges St. Pierre

## Ligações Externas
(em inglês)Site oficial do evento
1. ↑  Nota 1